# 让·华尔
让·安德烈·华尔（法語：Jean André Wahl，法語：[val]，1888年5月25日—1974年6月19日），法国哲學家。

## 早年生平
华尔在巴黎高等师范学院接受过高等教育并且获得相关学位。1936年起在索邦大学担任教授，然而因为二战的爆发暂停了他的教授职业生涯。他因为犹太人的身份被短暂关押在巴黎东北部的德朗西拘留营，然后他找机会逃离此地，并且在1942至1945年期间流亡美国。